# Ma gueule
Singles de Johnny Hallyday
Toujours là
(1979) Qu'est-ce qu'elle fait
(1980)
Ma gueule est une chanson de Johnny Hallyday. Le titre est créé, en octobre 1979, à l'occasion d'un spectacle au Pavillon de Paris. La version studio est diffusée en 45 tours, en décembre. Régulièrement reprise sur scène, Ma gueule s'inscrit aux nombres des grands succès de l'artiste.

## Historique
À l'origine, le parolier Gilles Thibaut écrit la chanson Ma gueule, à sa demande, pour Alice Sapritch, qui finalement ne l'enregistre pas.
Plusieurs années plus tard, Thibaut rencontre Johnny Hallyday dans le club privé-restaurant Chez Castel. En sortant du club, la star a une altercation avec un client qui le fixe du regard et réplique « Qu'est-ce qu'elle a ma gueule ? ». Gilles Thibaut se souvient alors de sa chanson, retrouve le texte dans ses archives, le retravaille et le propose à Johnny Hallyday. Le chanteur prépare sa rentrée parisienne sur la scène du Pavillon de Paris à l'automne 1979 et la chanson Ma gueule compte parmi les titres inédits du tour de chant.
La première interprétation connue date du 21 octobre : l'émission Les rendez-vous du dimanche, présenté par Michel Drucker, diffuse une séquence enregistré durant les répétitions du show, où Johnny chante une version de Ma gueule sur des arrangements musicaux très différents de la version définitive. Sur la scène du Pavillon de Paris, le succès de la chanson est immédiat, relayé bientôt par les radios et un 45 tours promo (hors-commerce) donnant une version live du titre. Le 18 décembre 1979, la version studio de Ma gueule sort en 45 tours et entre dans les hit-parades en janvier 1980. Ma gueule devient un tube et Hallyday inscrit un nouveau standard à sa discographie comptant au nombre de ses plus grands succès
Johnny Hallyday reprend régulièrement Ma gueule sur scène ; la chanson est au programme de nombreux spectacles et ouvre notamment la tournée Tour 66 en 2009.

## Conflit juridique
Crédité comme compositeur du titre,, Pierre Naçabal, encouragé par le succès retentissant de la chanson et comptant sur ses droits à venir, achète une maison. Mais il est poursuivi en justice pour plagiat par Philippe Bretonnière en raison de la ressemblance de la musique de Ma gueule avec une composition de ce dernier déposée à la Sacem en 1976. Alors que ses droits sont bloqués et avant même que la justice ne se soit prononcée, Pierre Naçabal se suicide durant l'année 1979,. 
En juin 1990, la justice rétablit Philippe Bretonnière dans ses droits et depuis, sur les disques incluant la chanson, c'est lui qui est désormais crédité comme compositeur de la célèbre chanson,. Également, les rééditions des disques antérieurs à cette décision retiennent désormais le nom de Philippe Bretonnière, par exemple dans l'album live de 1979 Pavillon de Paris : Porte de Pantin, réédité en CD en 2003 sous la référence 077 195-2.

## Discographie
- 1979
  - 12 novembre : double album live Pavillon de Paris : Porte de Pantin
  - 20 novembre : 45 tours promo (hors-commerce) Ma gueule - Rien que huit jours (versions live Pavillon de Paris)
  - 18 décembre : 45 tours Ma gueule (version studio) - Comme le soleil (version live Pavillon de Paris)
- 1981 : Live
- 1982 : Palais des sports 82
- 1984 : Johnny Hallyday au Zénith
- 1985 : Johnny Hallyday Zénith 85 (sortie posthume en 2024)
- 1988 : Johnny à Bercy
- 1993 : Parc des Princes 1993
- 2000 : 100 % Johnny : Live à la tour Eiffel (en duo avec les Rita Mitsouko) - Happy Birthday Live - Parc de Sceaux 15.06.2000 (inédit jusqu'en 2020)
- 2003 : Parc des Princes 2003
- 2006 : Flashback Tour : Palais des sports 2006
- 2009 : Tour 66 : Stade de France 2009
- 2013 : On Stage et Born Rocker Tour
- 2016 : Rester Vivant Tour

## Ventes
Le titre s’écoule à plus de 400 000 exemplaires en France.

### Classements hebdomadaires
| Classement (1980) | Meilleure position |
| ----------------- | ------------------ |
| France            | 4                  |

| Classement (2017) | Meilleure position |
| ----------------- | ------------------ |
| France            | 23                 |

## Reprises
- En 1981, Sim reprend le titre dans une version comique avec un texte modifié et adapté à sa physionomie particulière[17].

- Ma gueule a été reprise en 1998 par Miossec et Pascal Comelade sur la compilation Comme un seul Homme.

- Dans son album À l'ombre de l'ange sorti en 1999, le chanteur Rock Québécois Éric Lapointe a repris cette chanson.

- En 2008, la chanteuse RoBERT reprend le titre dans son album Sourde et aveugle.

- En 2014, Amandine Bourgeois la reprend dans son album Au masculin[18]. Elle en est le premier single.

- En 2017, Garou interprète Ma gueule sur l'album hommage On a tous quelque chose de Johnny.

- En 2019, Metallica interprète Ma gueule lors d'un concert au Stade de France.

- En 2025, Albin de la Simone reprend Ma gueule sur son album Toi là-bas[19].

## Dans la culture populaire
Le titre est chanté en play-back par André Dussollier dans le film On connaît la chanson d'Alain Resnais (1997).